# Lutter (Oder)
Die Lutter ist ein rechter Zufluss der Oder in Bad Lauterberg im Landkreis Göttingen in Niedersachsen.

## Verlauf
Die Lutter entsteht durch den Zusammenfluss von Grader und Krummer Lutter in Kupferhütte. In Bad Lauterberg fließt sie parallel der nach ihr benannten Lutterstraße von nördliche in südliche Richtung. 

## Quellen

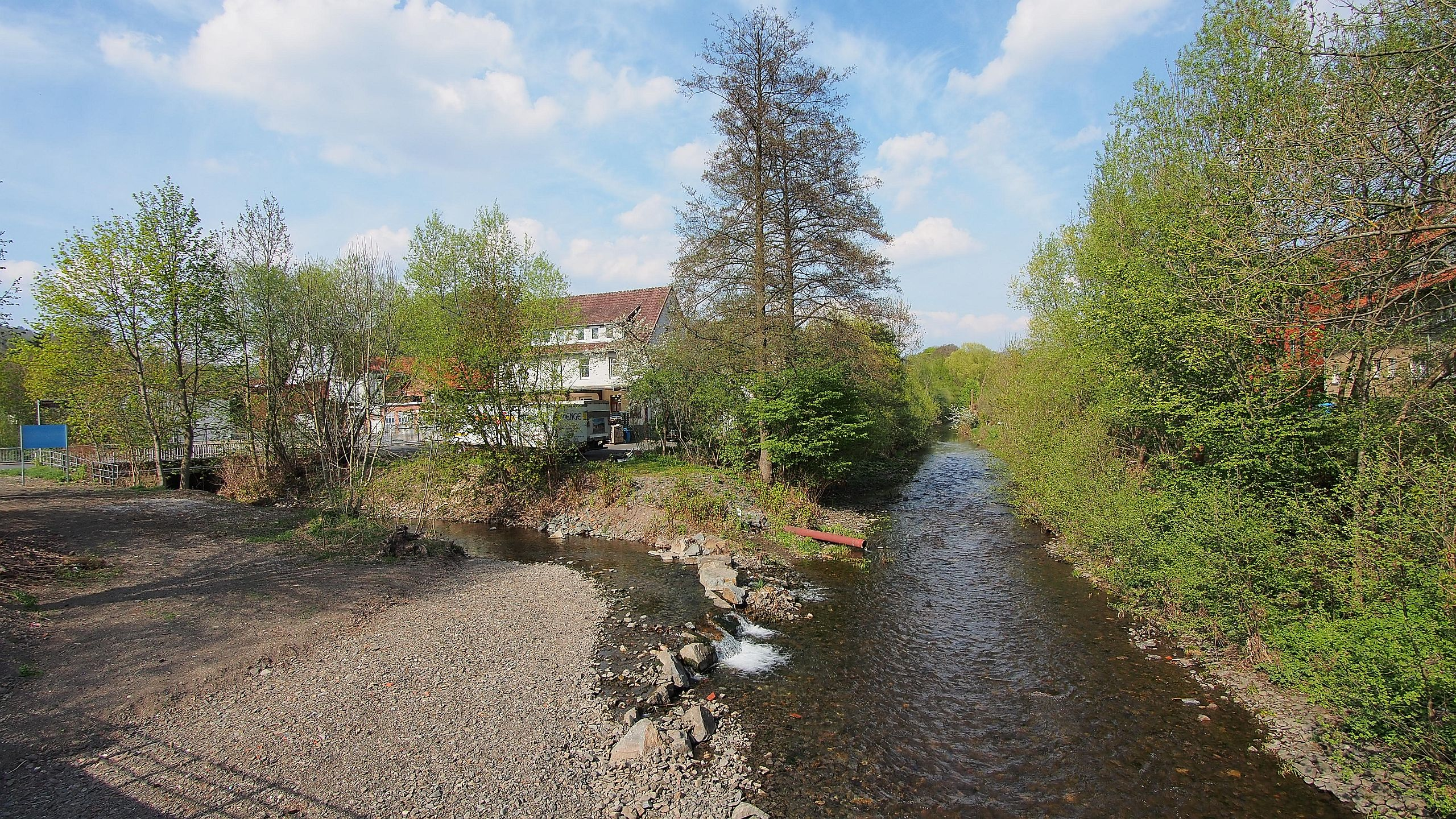
Einmündung der Lutter in die Oder bei Bad Lauterberg